# Важкі крейсери типу «Канаріас»
Важкі крейсери типу «Канаріас» — два важкі крейсери ВМС Іспанії, що брали участь на боці франкістів у Громадянській війні в Іспанії.

## Конструкція
Кораблі були замовлені в 1926 році і були засновані на британських крейсерах типу «Каунті». Автором проекту був сер Філіп Воттс (Philip Watts). Ці кораблі мали протиторпедний буль і трохи більш вузький промінь, а також потужніші машини. Котельні були переобладнані в порівнянні з британською конструкцією і виводилися в єдину велику трубу, а не три окремих, як на британських крейсерах. Іспанські кораблі мали більш сильне допоміжне. озброєння. Проект передбачав катапульту для гідролітака, але її так і не встановили.

## Кораблі
Обидва кораблі були у Ферролі
| Корабель   | Спущено на воду  | Завершено | Доля                                                                           |
| ---------- | ---------------- | --------- | ------------------------------------------------------------------------------ |
| «Канаріас» | 28 травня 1931   | 1936      | Виведений з експлуатації у 1975 році                                           |
| «Балеарес» | 20 квітня 1932 р | 1937      | Затоплений 6 березня 1938 року есмінцями республіканців в битві при мисі Палос |

Планувалося побудувати і третій корабель, але він не був замовлений.

## Історія служби
Обидва кораблі завершували морські випробування, коли їх захопили націоналісти після початку громадянській війні в Іспанії. Аби якнайшвидше ввести у стрій обидва крейсери (екіпажі більшості кораблів зберегли вірність республіканському уряду), їх спочатку оснастили наявним, а не передбаченим проектом засобами управлінням вогнем та допоміжним озброєнням.
Canarias був флагманським кораблем лоту націоналістів, і потопив 34 корабля і судна, включаючи республіканський есмінець Almirante Ferrándiz та радянське торгове судно Комсомол. Також крейсер пошкодив есмінець José Luis Díez, змусивши його шукати притулку у Гібралтарі. Під час Другої світової війни корабель брав участь у пошуку уцілілих членів екіпажу німецького лінкора «Бісмарк».
Baleares увійшов у стрій без двох кормових установок головного калібру. Крейсер отримав одну кормову башту у січні 1937. У вересні 1937 він зійшовся у бою з двома легкими крейсерами республіканців неподалік від алжирського прибережного міста Шершель. Важкий крейсер було потоплено торпедами есмінця Lepanto у березні 1938. Він став першим важким крейсером, потопленим у бою.